# ریحانه طراوتی
ریحانه طراوتی (زادهٔ ۲۸ اسفند ۱۳۶۹-مشهد) عکاس و فیلم‌بردار پشت‌صحنه ایرانی است. او فارغ‌التحصیل رشته‌ٔ طراحی صنعتی از دانشگاه هنر تهران است.  

## حواشی و بازداشت‌ها

### کلیپ هپی
طراوتی در سال ۱۳۹۳ با حضور در کلیپ ایرانیان خوشحال شناخته شد. این کلیپ که بازخوانی ایرانی کلیپ هپی اثر فارل ویلیامز بود، بازتاب‌های زیادی را به‌همراه داشت. این بازتاب‌ها در نهایت منجر به بازداشت عوامل سازنده‌ی این کلیپ در ۳۰ اردیبهشت ۱۳۹۳ شد. طراوتی در دادگاهی که در ۱۸ شهریور ۱۳۹۳ برگزار شد به‌جرم «مشارکت در ساخت کلیپ مبتذل، داشتن روابط نامشروع بین اعضای گروه، نگهداری از مشروبات الکلی و بارگذاری و پخش ویدیو کلیپ مستهجن در شبکه‌ی یوتیوب» به ۶ ماه حبس و ۹۱ ضربه شلاق تعلیقی ۳ ساله محکوم شد. خبر دستگیری این گروه توسط نیروی انتظامی و پخش فیلم اعترافات از یکی از بخش‌های خبری تلویزیون دولتی ایران باعث واکنش‌های زیادی در شبکه‌های اجتماعی شد. از جمله این واکنش‌ها می‌توان به پیام فارل ویلیامز، خوانندهٔ این اثر اشاره کرد.

### بازداشت اردیبهشت ۱۴۰۱
طراوتی در ۱۹ اردیبهشت ۱۴۰۱، بازداشت شد و پس از ۱۴ روز آزاد شد. گفته می‌شود او در این مدت در بازداشت انفرادی در بند ۲۰۹ اوین بوده است و با قید وثیقه آزاد شده است. با این وجود اطلاعاتی از اتهام او اعلام نشده است.

### محکومیت
در تاریخ اول بهمن ۱۴۰۱ اعلام شد که ریحانه طراوتی به اتهامات «اجتماع و تبانی برای اقدام علیه امنیت ملی و تبلیغ علیه نظام» در شعبه ۲۹ دادگاه انقلاب تهران، به ریاست قاضی مظلوم، به شش سال حبس تعزیری محکوم شده است. در این حکم مصادیق اتهامات او مواردی از قبیل «طراحی فعالیت‌های هدفمند در راستای جنبش زنان در ایران» و «ایجاد نیاز‌های کاذب در زنان از طریق تبلیغ جنبش می تو» درج شده است. بر اساس ماده ۱۳۴ قانون مجازات اسلامی، پنج سال از این حکم قابلیت اجرا دارد.
در آخرین روزهای سال ۱۴۰۱ اعلام شد که حکم ریحانه بدون هیچ تغییری در شعبه ۳۶ دادگاه تجدیدنظر دادگاه انقلاب تهران تأیید و به اجرای احکام صادر شده است. او در توییتی اعلام کرد که از طریق دیوان عالی کشور پیگیر فرجام‌خواهی پرونده است.

## فعالیت‌های هنری
طراوتی به صورت حرفه‌ای به عنوان عکاس و تصویربردار پشت‌صحنه فیلم‌ شناخته می‌شود. از جمله کارهای او می‌توان به موارد زیر اشاره کرد:
- فیلم سینمایی ارادتمند؛ نازنین بهاره تینا - عکاس پشت‌صحنه
- فیلم سینمایی آذر - فیلم‌بردار پشت‌صحنه
- فیلم سینمایی ساکن طبقه وسط - فیلم‌بردار پشت‌صحنه
- فیلم سینمایی مغزهای کوچک زنگ‌زده - فیلم‌بردار پشت‌صحنه
- فیلم سینمایی سونامی - فیلم‌بردار پشت‌صحنه
- فیلم سینمایی دوئت - فیلم‌بردار پشت‌صحنه

او در ویدیو کلیپ ترانه چرا رفتی از آلبوم نه فرشته‌ام نه شیطان مقابل دوربین حضور داشت. طراوتی همچنین در دو مستند رابطه ساخته فرناز جمشیدی‌مقدم (۱۳۹۴) و جاده ابریشم ساخته جوانا لاملی (۲۰۱۹) به ایفای نقش پرداخته است.

## نکات
در سال ۲۰۱۶ مجله فرانسوی اِل ریحانه طراوتی را به عنوان زن هفته انتخاب کرد.
طراوتی از امضاکنندگان بیانیه اعتراض به خشونت علیه زنان در عرصه سینما و تئاتر ایران بود.